# Ovi (诺基亚)

Ovi by Nokia（简称Ovi）是诺基亚公司旗下的一项互联网综合服务。Ovi服务可以在手机、电脑（需安装Ovi套件）和互联网上使用（通过ovi.com）。目前Ovi提供4项核心服务，分别是信息通讯、免费地图导航、音乐、应用软件，現已關閉。

## 历史
Ovi在2007年8月29日伦敦Go Play会议中被提出。Ovi在芬兰语中是“门”的意思。于2008年8月28日开始公测。

## 服务

### 诺基亚Ovi套件
诺基亚Ovi套件是一款可以让用户在使用计算机管理手机上的照片、信息、日历、音乐，也可以为手机升级固件、备份和恢复手机设置、文件，为手机下载地图（若手机支持）、安装软件（若手机支持）。由于诺基亚Ovi套件的高度集成性，Ovi套件将会代替诺基亚PC套件成为诺基亚提供的唯一计算机应用程序。诺基亚PC套件和诺基亚Ovi套件可以安装在同一台PC上。但不能同时使用这两个套件。

### Ovi同步
Ovi同步允许用户将自己的通讯录、日历等信息与ovi.com进行同步。此功能可以用来进行备份手机内容。目前暂无为Ovi同步设计的自动同步软件。

### Ovi地图
Ovi地图提供了实时路况查询、交通信息查询、天气查询、步行和驾车语音免费导航、免费离线地图包数据下载、与Ovi地图网站同步地标与路线、周边热点事件查询等功能。目前所有可以连接互联网的计算机可以直接登录Ovi地图网站查看地图并规划路线（需诺基亚账户），将手机版本的Ovi地图下载到手机上与Ovi同步后使用既定路线。也可以使用诺基亚PC套件或诺基亚Ovi套件将离线地图包下载到手机中。由于矢量地图的离线下载功能，诺基亚地图应用相比较于Google maps的iPhone与Android版本等地图应用而言，可以独立于网络数据连接运行。自从2010年1月21日起Ovi新版地图导航（步行、驾车）全面免费后20多天，已经有超过300万次的下载。

### Ovi邮件
Ovi邮件提供给用户每人1GB的免费存储空间。根据其官方网站，Ovi邮件是印度尼西亚、南非、菲律宾、墨西哥、巴西和印度的领先移动电子邮件提供商。
由2010年4月7日起，Ovi邮件采用雅虎的服务（可以理解为ovi.com是雅虎邮箱类似ymail.com、rocketmail.com的另一个域名）

### Ovi商店
Ovi商店提供了5大类别：推荐、游戏、个人、程序、音乐和视频；然而，Ovi商店曾因故被中國國家防火牆GFW屏蔽，大多数软件仅提供试用版，正式版需要收费。現在已被Opera Mobile Store取代。

### Ovi文件
Ovi文件是一种类似网络硬盘的一种服务。注册用户拥有10GB免费空间。通过Ovi文件连接器（Ovi Files Connector，一款可以运行在PC或苹果机上的软件），用户可以将本机上的文件或文件夹通过HTTPS加密方式上传到Ovi文件上的“随时文件”（Anytime Files）中，并可以使用手机或任何其他电脑在线预览或下载加入到“随时文件”的文件或文件夹。本服务于2010年10月1日终止。以Ovi suite（诺基亚Ovi套件）取代。

### Ovi分享
Ovi分享类似于Flickr，是一个开放的分享平台。Ovi分享的个人首页大部分空间用来展示用户上传过的照片。它可以让用户设置公开和私人的收藏集，将自己的照片上传到Ovi分享中，与朋友分享；也可以将照片上传到私人收藏集作为备份用。通过最新版本的诺基亚Ovi套件，用户可以直接将手机、电脑中的照片上传到Ovi分享上。类似地，手机也可以直接访问Ovi分享，将照片下载到手机中。本服務於2012年5月1日終止。

### N-Gage
N-Gage服务2008年4月發布，至2010年关闭（與其N-Gage社区），游戏收录到Ovi商店中。